# Mihail Kogălniceanu
Mihail Kogălniceanu, född 6 september 1819, död 1 juni 1891, var en rumänsk politiker.
Efter studier i Frankrike och Tyskland återvände Kogălniceanu till Rumänien 1838. Han blev där de reformvänliga unionisternas ledare och Alexandru Ioan Cuzas hängivnaste medhjälpare. Som ministerpresident 1853-1865 genomförde han statskuppen 1864. 1868-1870 var han inrikesminister och därefter den liberala oppositionens ledare. En kort tid 1876 och 1877-1878 var Kogălniceanu utrikesminister, och 1879-1880 var han på nytt inrikesminister. 1880-1881 var han Rumänskt sändebud i Paris. Han bekämpade därefter Ion Brătianu och sina forna liberala meningsfränder. Kogălniceanu var livligt verksam även som författare, och som ecklesiastikminister grundade han 1862 universitetet i Iași. Bland hans litterära verk märks en rumänsk historiebok.